# 小野正一
小野 正一（おの しょういち、1933年9月30日 - 2003年3月19日）は、福島県いわき市出身のプロ野球選手（投手）。
日本プロ野球 (NPB) で通算184勝155敗の成績を残し、NPB歴代13位（2021年終了時点）の通算2244奪三振を記録した、球史に名を残す速球投手。妻は元大映女優の仁木多鶴子。

## 経歴
実家が材木屋で、子どもの頃から30㎏から40㎏にもなる材木を担いでいたという。磐城高校では、1950年秋季東北大会県予選準決勝に進むが川俣高校に敗退。卒業後は社会人野球の常磐炭鉱（清峰伸銅）に入団。監督の谷口五郎から、背が高く的が大きいため内野手が投げやすいだろうと判断されて、当初は一塁手を務める。連日の100m×300球の遠投練習によって肩が鍛えられたことから、2年目から谷口は小野を投手に転向させた。遠投練習の成果により、3年目にはホームベースから120m離れているバックスクリーンに直接ぶつけられるようになったという。
1956年に毎日オリオンズに入団する。入団当初は一塁手も兼ねていたが、野口二郎コーチの目に留まり投手に専念する。1年目の開幕直後から先発で起用され、4月4日に近鉄パールス戦で初勝利を挙げた。同年は4勝にとどまるが、1957年に26勝、防御率1.73（いずれも稲尾和久に次ぐ2位）の好成績を挙げ、一躍エース格にのし上がる。
1960年には西本幸雄監督の意向によりリリーフを主体に起用される。この年、大毎は6月5日の対近鉄バファロー戦から6月29日の同じく対近鉄戦まで日本プロ野球記録の18連勝を成し遂げているが、小野はこの間15試合に登板して6月22日からの東映3連戦3連勝を含む10勝をマークする。6月のみで月間でのプロ野球記録となる11勝をあげると、7月16日には早くも20勝に達し20勝の最速到達のパ・リーグ記録も作った。シーズンでは最多勝利（33勝）、最優秀防御率（1.98）、最高勝率（.750）、最多完封勝利（5完封）の4冠に輝き、打の田宮謙次郎・山内一弘・榎本喜八らとともにリーグ優勝に貢献。なお、リリーフとして救援勝利21勝は日本プロ野球記録で、救援登板45試合、交代完了39試合もリーグトップであった。同年の大洋ホエールズとの日本シリーズでは、第2戦で2回から若生智男をリリーフするが、7回に鈴木武に決勝打を許し敗戦投手となる。最終第4戦では先発し島田源太郎と投げ合うが、5回に近藤昭仁に適時打を喫し、これが決勝点となり0対1で敗退。結局、通算0勝2敗でシリーズを終えた。また、同年には大映女優の仁木多鶴子と結婚している。1961年も17勝を挙げるが、これまでの酷使が尾を引いたためか、以降年々成績を落とす。
1964年には5勝に終わると、同年オフに左腕不足に苦しんでいた大洋ホエールズに請われて移籍。この移籍に際しては、元々親交があった東京の永田雅一と大洋の中部謙吉の両オーナーに懇意にしていた河野一郎が雑談で言った一言で決まったという。1965年は9勝を記録する。
1968年は中日ドラゴンズに移籍。同年5月1日の対阪神タイガース戦では自らの本塁打による1点を守りきり1-0で完封勝利を挙げるが、シーズンでは6勝（11敗）に留まる。1969年には13勝（防御率2.64〔リーグ9位〕）を挙げ、6年ぶりに二桁勝利を記録した。また、中日時代には球団史上初となる通算2,000奪三振を記録している。
同年に黒い霧事件が発生すると、翌1970年にはマスコミが親分肌で若手から慕われていた小野に対して事件への関与を疑い、セ・リーグ会長が小野の潔白を証明する事態にまで発展した。小野はこの騒動に嫌気が差して現役を引退。引退後は球界との関係を絶ち、鉄道グッズショップや運送会社などの経営に携わった。
2003年3月19日、胃癌のため東京都千代田区内の病院で死去（69歳没）。

## 選手としての特徴
185 cmの長身から振り下ろされる速球と大きなカーブで三振の山を築いた。制球力にやや難があり、1959年から1963年まで5年連続リーグ最多与四球を記録している。

## 詳細情報

### 年度別投手成績
| 年 度     | 球 団          | 登 板 | 先 発 | 完 投 | 完 封 | 無 四 球 | 勝 利 | 敗 戦 | セ 丨 ブ | ホ 丨 ル ド | 勝 率 | 打 者 | 投 球 回 | 被 安 打 | 被 本 塁 打 | 与 四 球 | 敬 遠 | 与 死 球 | 奪 三 振 | 暴 投 | ボ 丨 ク | 失 点 | 自 責 点 | 防 御 率 | W H I P |
| --------- | -------------- | ----- | ----- | ----- | ----- | -------- | ----- | ----- | -------- | ----------- | ----- | ----- | -------- | -------- | ----------- | -------- | ----- | -------- | -------- | ----- | -------- | ----- | -------- | -------- | ------- |
| 1956      | 毎日 大毎 東京 | 37    | 16    | 0     | 0     | 0        | 4     | 1     | --       | --          | .800  | 470   | 114.2    | 106      | 4           | 31       | 0     | 4        | 62       | 1     | 0        | 45    | 35       | 2.74     | 1.19    |
| 1957      | 毎日 大毎 東京 | 55    | 32    | 15    | 7     | 0        | 26    | 9     | --       | --          | .743  | 1159  | 296.1    | 202      | 12          | 90       | 0     | 5        | 245      | 2     | 0        | 73    | 57       | 1.73     | 0.99    |
| 1958      | 毎日 大毎 東京 | 36    | 18    | 5     | 0     | 0        | 13    | 10    | --       | --          | .565  | 731   | 182.2    | 132      | 5           | 66       | 2     | 1        | 191      | 1     | 0        | 42    | 36       | 1.77     | 1.08    |
| 1959      | 毎日 大毎 東京 | 56    | 27    | 14    | 4     | 0        | 22    | 9     | --       | --          | .710  | 1158  | 288.1    | 201      | 13          | 118      | 5     | 6        | 244      | 6     | 1        | 84    | 75       | 2.34     | 1.11    |
| 1960      | 毎日 大毎 東京 | 67    | 22    | 13    | 5     | 0        | 33    | 11    | --       | --          | .750  | 1226  | 304.0    | 231      | 11          | 101      | 2     | 2        | 258      | 3     | 0        | 81    | 67       | 1.98     | 1.09    |
| 1961      | 毎日 大毎 東京 | 58    | 27    | 11    | 3     | 1        | 17    | 14    | --       | --          | .548  | 1048  | 251.0    | 213      | 24          | 97       | 2     | 4        | 211      | 2     | 1        | 105   | 88       | 3.16     | 1.24    |
| 1962      | 毎日 大毎 東京 | 44    | 20    | 6     | 1     | 0        | 9     | 15    | --       | --          | .375  | 762   | 177.2    | 157      | 8           | 85       | 1     | 6        | 121      | 3     | 0        | 77    | 66       | 3.34     | 1.36    |
| 1963      | 毎日 大毎 東京 | 47    | 31    | 9     | 1     | 1        | 13    | 17    | --       | --          | .433  | 995   | 235.0    | 177      | 16          | 123      | 1     | 6        | 206      | 6     | 0        | 92    | 80       | 3.06     | 1.28    |
| 1964      | 毎日 大毎 東京 | 46    | 23    | 5     | 0     | 0        | 5     | 9     | --       | --          | .357  | 711   | 162.2    | 150      | 16          | 87       | 1     | 0        | 119      | 2     | 0        | 79    | 67       | 3.70     | 1.46    |
| 1965      | 大洋           | 37    | 21    | 5     | 1     | 1        | 9     | 13    | --       | --          | .409  | 613   | 146.1    | 135      | 12          | 53       | 0     | 3        | 84       | 4     | 0        | 65    | 54       | 3.33     | 1.28    |
| 1966      | 大洋           | 41    | 9     | 3     | 0     | 0        | 5     | 7     | --       | --          | .417  | 508   | 119.2    | 109      | 15          | 56       | 8     | 3        | 85       | 1     | 0        | 53    | 46       | 3.45     | 1.38    |
| 1967      | 大洋           | 24    | 9     | 0     | 0     | 0        | 2     | 7     | --       | --          | .222  | 242   | 56.2     | 60       | 7           | 15       | 0     | 1        | 48       | 1     | 0        | 39    | 26       | 4.11     | 1.32    |
| 1968      | 中日           | 48    | 23    | 6     | 1     | 0        | 6     | 11    | --       | --          | .353  | 822   | 195.0    | 168      | 19          | 83       | 9     | 4        | 145      | 0     | 0        | 82    | 77       | 3.55     | 1.29    |
| 1969      | 中日           | 39    | 29    | 8     | 3     | 2        | 13    | 12    | --       | --          | .520  | 874   | 218.0    | 182      | 20          | 65       | 1     | 5        | 141      | 0     | 4        | 75    | 64       | 2.64     | 1.13    |
| 1970      | 中日           | 36    | 24    | 5     | 1     | 0        | 7     | 10    | --       | --          | .412  | 672   | 161.0    | 161      | 17          | 46       | 2     | 3        | 84       | 2     | 1        | 74    | 67       | 3.75     | 1.29    |
| 通算:15年 | 通算:15年      | 671   | 331   | 105   | 27    | 5        | 184   | 155   | --       | --          | .543  | 11991 | 2909.0   | 2384     | 199         | 1116     | 34    | 53       | 2244     | 34    | 7        | 1066  | 905      | 2.80     | 1.20    |

- 各年度の太字はリーグ最高
- 毎日（毎日オリオンズ）は、1958年に大毎（毎日大映オリオンズ）に、1964年に東京（東京オリオンズ）に球団名を変更[1]

### タイトル
- 最多勝利：1回 （1960年）
- 最優秀防御率：1回 （1960年）
- 最高勝率：1回 （1960年）

### 表彰
- ベストナイン：1回 （投手部門：1960年）

### 記録
- シーズン最多救援勝利：21（1960年）日本プロ野球記録[13]
- 月間最多勝利：11（1960年6月）日本プロ野球記録[14]
- 13球団から勝利（古巣の後継球団であるロッテからは未勝利のため全球団勝利ではない）
- 同一カード3連戦3連勝：2回。1959年5月2日-3日対西鉄ライオンズ戦、1960年6月22日-24日対東映フライヤーズ戦[15]
- 救援登板による1試合最多奪三振：14 1958年5月4日、対近鉄パールス戦、3回から9回まで登板[16]
- 奪三振王無しで2244奪三振　※歴代最多
- オールスターゲーム：6回 （1959年 - 1961年、1963年、1969年、1970年）

### 背番号
- 19 （1956年 - 1964年）
- 27 （1965年 - 1967年）
- 18 （1968年 - 1970年）